# Rhêmes-Notre-Dame
Rhêmes-Notre-Dame (pron. fr. AFI: [ʁɛm nɔtʁə dam]  - Noutra Dama de Réma in patois valdostano) è un comune italiano sparso di 76 abitanti della Val di Rhêmes, valle laterale della Valle d'Aosta. Il comune fa parte del Parco Nazionale del Gran Paradiso.

## Geografia fisica

### Territorio
Circondato da montagne, la più importanti delle quali è la Granta Parey, e boschi, il paese di Rhêmes-Notre-Dame si trova a 1725 metri di altitudine, nel cuore del Parco Nazionale del Gran Paradiso. Viene attraversato dalla Dora di Rhêmes, che poi riscende verso valle attraversando Rhêmes-Saint-Georges e Introd, prima di gettarsi nel Savara nei pressi di Villeneuve.

#### Laghi
- Lago Pellaud, anticamente utilizzato per la produzione di energia elettrica[5]
- Lago Goletta

#### Classificazione sismica
- Classificazione sismica: zona 3 (sismicità medio-bassa)[6]

### Clima
Il clima è tipicamente alpino con inverni decisamente freddi e nevosi. La neve permane al suolo dalla metà oppure dalla fine di novembre (a seconda delle precipitazioni) fino alla fine di aprile. Le estati sono fresche e con frequenti episodi temporaleschi. L'ARPA ha installato una stazione meteorologica in frazione Chaudanne a quota 1800 metri e una in frazione Chanavey a 1690 metri..

## Storia
La storia del comune di Rhêmes-Notre-Dame è intrecciata a quella del vicino Rhêmes-Saint-Georges. Durante il Medioevo i due centri appartenevano alla giurisdizione di Chatel-Argent, cioè ai signori di Bard. Nei secoli successivi la zona entrò nel dominio di diverse famiglie: Sarriod, Roncas, Dépléoz e Brunel; infine, nel 1740, Rhêmes Notre-Dame entrò a far parte del ducato di Savoia. 
Nel 1928 il governo fascista unificò i due comuni di Rhêmes-Notre-Dame e Rhêmes-Saint-Georges in un'unica entità comunale (Rhêmes, con capoluogo Rhêmes-Saint-Georges). Nel 1939 il nome del comune venne italianizzato in Val di Rema. Dopo la Liberazione, nel 1946, i due comuni si sono ricostituiti ed hanno ripreso i nomi originari.

### Simboli
Lo stemma e il gonfalone del comune sono stati concessi con decreto del presidente della Repubblica del 17 marzo 1987.
Stemma
Lo stemma rappresenta in modo naturalistico il paesaggio dell'alta valle di Rhêmes, con un gipeto (Gypaetus barbatus) in volo, una specie recentemente reintrodotta con successo sulle Alpi, ma che continua ad essere uno dei più rari avvoltoi d'Europa.
Il capo allude alla famiglia Sarriod d'Introd, che furono cosignori della Valle di Rhêmes, insieme con i Savoia, e che portavano uno scudo d'argento, alla banda d'azzurro caricata di tre leoncelli illeoparditi d'oro, lampassati di rosso.
Gonfalone

## Monumenti e luoghi d'interesse
Il comune fa parte del Parco nazionale del Gran Paradiso.
Gli ambienti calcarei d'alta quota della Val di Rhêmes sono un sito di interesse comunitario (cod. IT1201010, di 1593 ha).
In frazione Artalle si conserva un bosco di larici monumentali secolari.
Sul bordo del lago Pellaud si trova una vecchia centrale idroelettrica.

### Architetture religiose
Chiesa di Bruil - Notre Dame de la Visitation
Fino al 1650 il territorio di Rhêmes-Notre-Dame apparteneva alla parrocchia di Saint-Georges. Nella prima metà del XV secolo, come risulta dalle documentazioni storiche, esisteva già una cappella nella località denominata Luedum (o Leuduin o Lyodon) o Bruil, come si è continuato a chiamarla sino ai giorni nostri.
Nel corso dello stesso secolo la primitiva cappella fu probabilmente ricostruita e venne consacrata dal vescovo di Aosta il 2 giugno 1495. L'anno dopo lo stesso vescovo permise di celebrare nella nuova chiesa i battesimi e le sepolture. Fu solo il 1 giugno 1650 che la chiesa di Bruil assunse il ruolo di parrocchia, col nome di Rhêmes-Notre-Dame.
La chiesa è a pianta a croce latina ad aula, con due arconi aggettanti all'altezza del transetto che accolgono due altari laterali; il presbiterio è leggermente rialzato. Il campanile ha un unico ordine di bifore all'altezza della cella campanaria. L'edificio fu ricostruito insieme con il campanile nel 1680.
Il titolo della chiesa cambiò più volte nel corso della sua storia: dedicata inizialmente alla Concezione della Beata Vergine Maria, nel 1715 venne messa sotto la protezione di Maria Assunta, nel 1810 il nome della chiesa cadde sulla Visitazione della Vergine.
Nel 1839 la chiesa, essendo troppo piccola, fu rialzata e allargata in direzione della casa parrocchiale. Nel 1864 fu interamente decorata dal pittore Stornone di Ivrea. Al 1896 risalgono nuovi lavori di restauro: i fratelli Artari furono incaricati di riprendere la decorazione esistente e la sostituirono in gran parte. Nel presbiterio rimangono solo i due quadri raffiguranti il sacrificio di Abramo e quello di Melchisedec. 
L'altare maggiore, di discreta fattura, è in marmi policromi, con tabernacolo e sovrastante tronetto per l'esposizione eucaristica. Gli archetti laterali sono aggiunte in legno dipinto e dorato.

## Società

### Evoluzione demografica
Abitanti censiti

### Etnie e minoranze straniere
Al 1º gennaio 2023 gli stranieri residenti nel comune sono 5

### Lingue e dialetti
Come nel resto della regione, anche in questo comune è diffuso il patois valdostano.

## Cultura

### Musei
- Il Centro visitatori del Parco Nazionale del Gran Paradiso. Attraverso l'esposizione Bentornato Gipeto, il centro racconta la storia del gipeto, tornato a volare nei cieli del Parco Nazionale del Gran Paradiso. La visita ripercorre, in chiave cronologica, le tappe relative alla storia del volatile nel panorama valdostano: dalla sua estinzione alla reintroduzione, fino alla presenza ormai stabile del rapace. Il Centro è inoltre dotato di una postazione multimediale che permette di compiere un'ascesa alla vetta del Gran Paradiso in realtà virtuale a 360°[15].
- Museo di numismatica e mineralogia
- Museo parrocchiale

## Economia

### Turismo
L'economia ruota attorno al turismo, principalmente invernale. Sono presenti sia impianti di risalita per la pratica dello sci alpino che piste per la pratica dello sci di fondo. È possibile praticare anche lo sci alpinismo, l'arrampicata su ghiaccio e le ciaspolate. Inoltre, è presente uno snow park. Durante l'estate è possibile praticare l'escursionismo, l'arrampicata e ogni attività praticabile in montagna.
In generale, si tratta di un luogo che fa della tranquillità e della natura incontaminata i suoi atouts turistici.

### Artigianato
Importante è la lavorazione del legno finalizzata alla realizzazione di vari oggetti, tra i quali attrezzi agricoli.
La penultima domenica di luglio, si tiene una fiera dell'artigianato denominata Rencontre des artisans de la vallée (che significa, in francese, Incontro degli artigiani della valle), che raduna artigiani provenienti da tutta la Valle d'Aosta. Questa tradizione è nata nel 1986 con la partecipazione di 80 artigiani.

## Sport
A partire dal villaggio di Chanavey si sviluppa la Via ferrata Casimiro, dedicata a Casimiro Thérisod, prima guida alpina di alta montagna della val di Rhêmes.

## Amministrazione
Fa parte dell'Unité des Communes valdôtaines Grand-Paradis.
Di seguito è presentata una tabella relativa alle amministrazioni che si sono succedute in questo comune.
| Periodo           | Periodo           | Primo cittadino  | Partito          | Carica  | Note   |
| ----------------- | ----------------- | ---------------- | ---------------- | ------- | ------ |
| 29 maggio 1985    | 24 maggio 1990    | Battista Bérard  | -                | Sindaco | [ 20 ] |
| 24 maggio 1990    | 29 maggio 1995    | Battista Bérard  | ADP              | Sindaco | [ 20 ] |
| 29 maggio 1995    | 8 maggio 2000     | Battista Bérard  | Union Valdôtaine | Sindaco | [ 20 ] |
| 8 maggio 2000     | 9 maggio 2005     | Battista Bérard  | lista civica     | Sindaco | [ 20 ] |
| 9 maggio 2005     | 25 maggio 2010    | Donato Ronc      | lista civica     | Sindaco | [ 20 ] |
| 24 maggio 2010    | 8 maggio 2015     | Fulvio Centoz    | lista civica     | Sindaco | [ 20 ] |
| 22 maggio 2015    | 22 settembre 2020 | Corrado Oreiller |                  | Sindaco | [ 20 ] |
| 23 settembre 2020 | in carica         | Firmino Thérisod |                  | Sindaco | [ 20 ] |

### Gemellaggi
- Solarolo, dal 1997[21]

## Galleria d'immagini

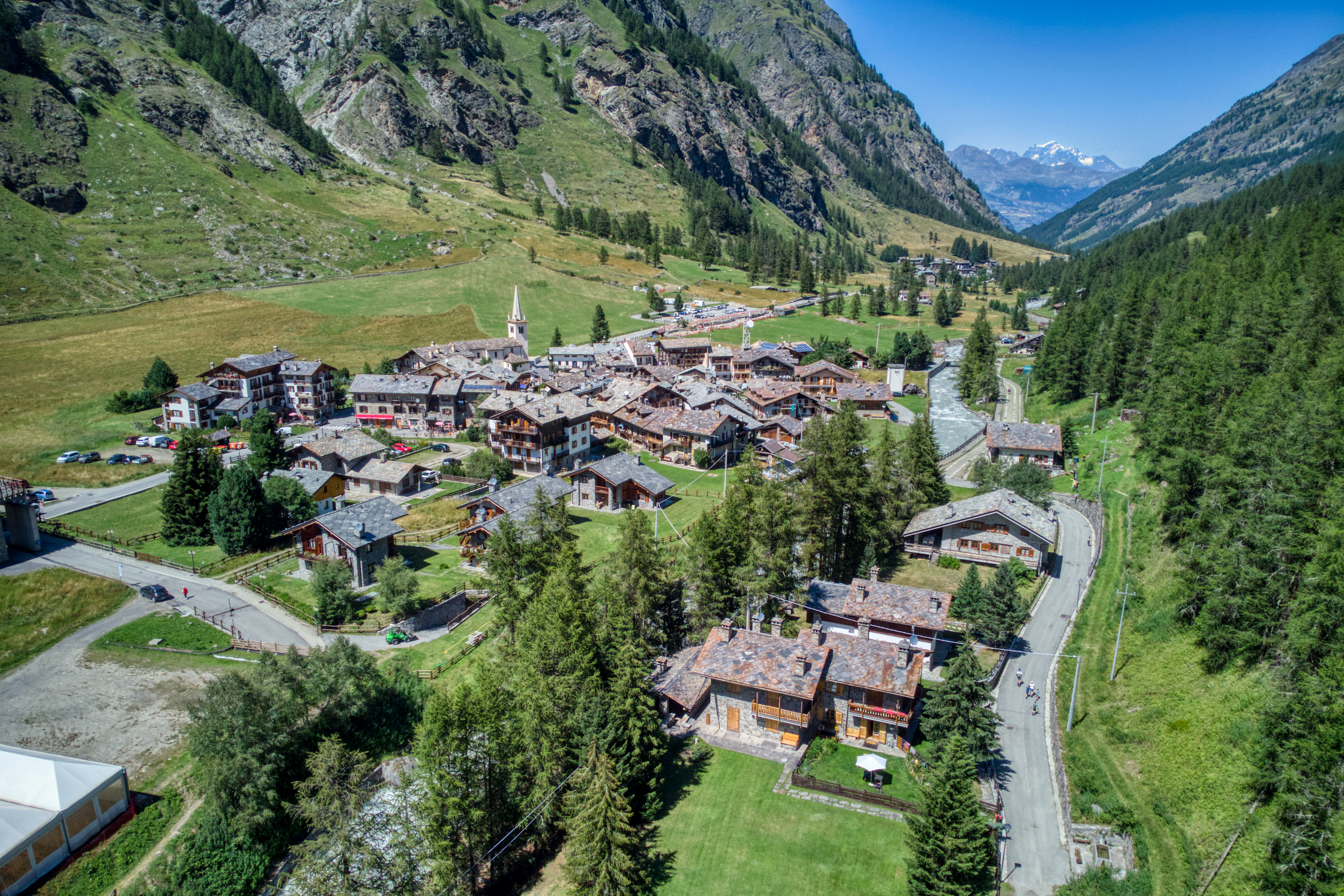
Veduta del villaggio di Bruil, capoluogo di Rhêmes-Notre-Dame (estate 2023).
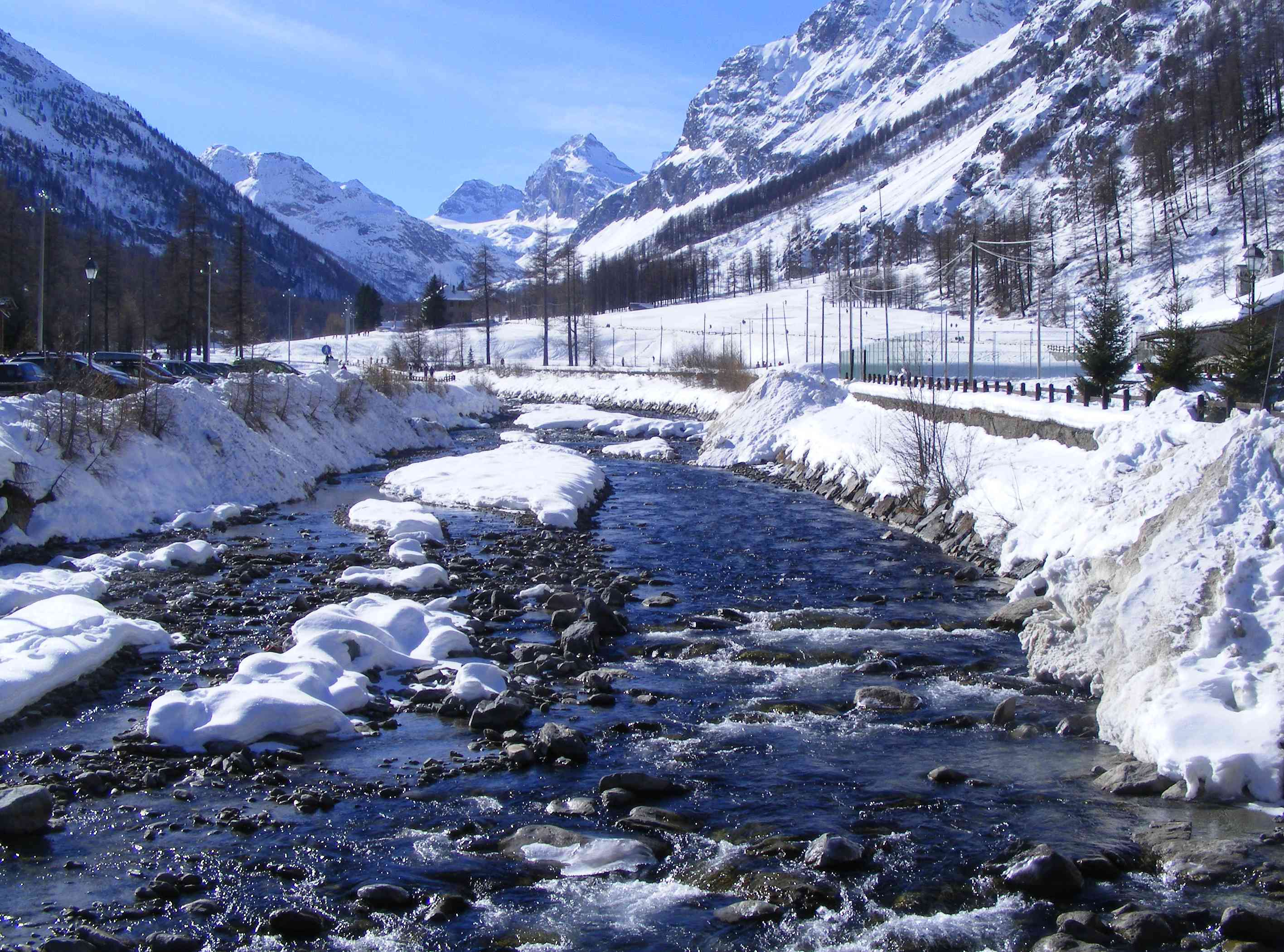
La Dora di Rhêmes a Chanavey. Sullo sfondo, la Granta Parey.
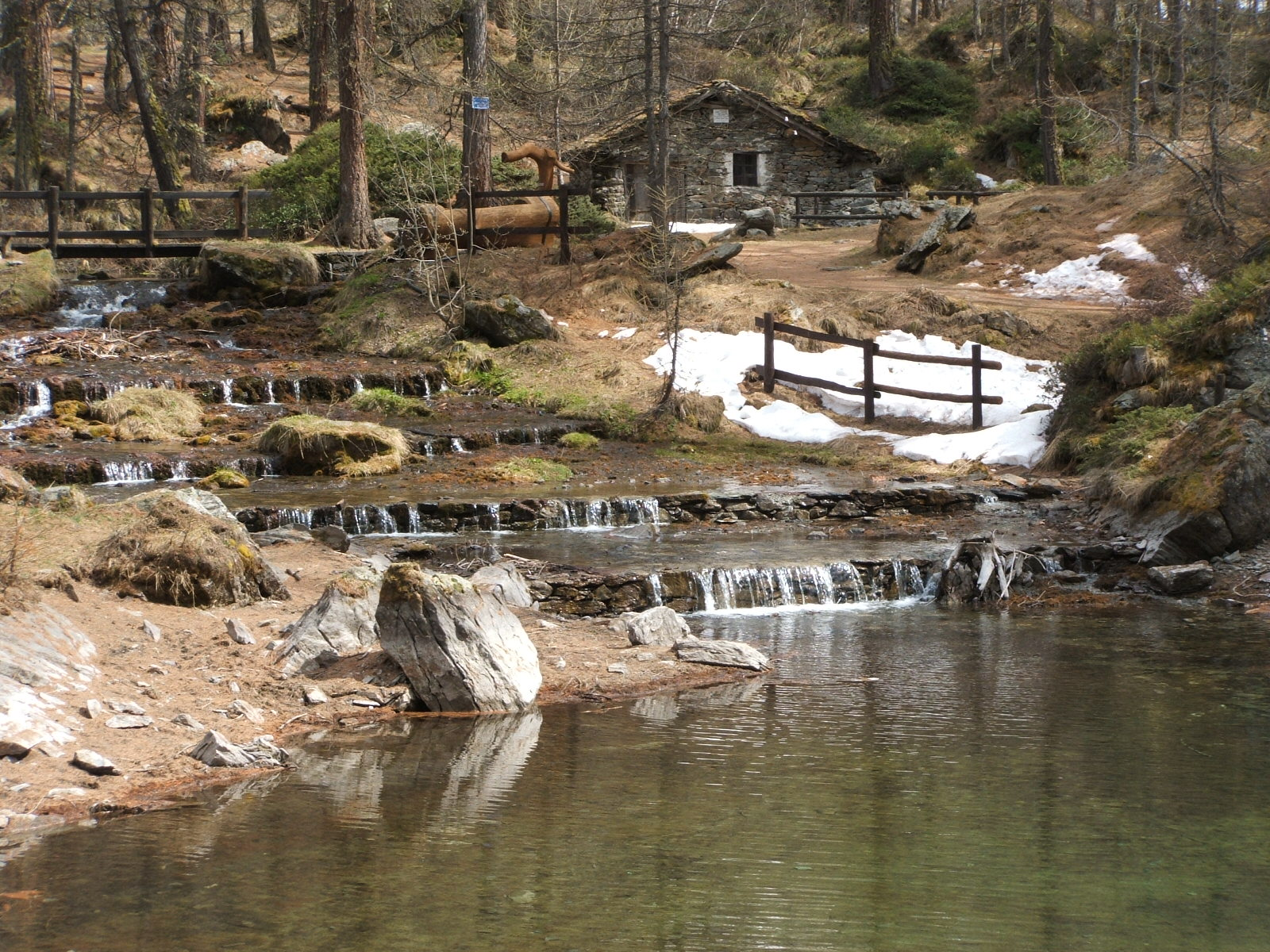
Il lago Pellaud.
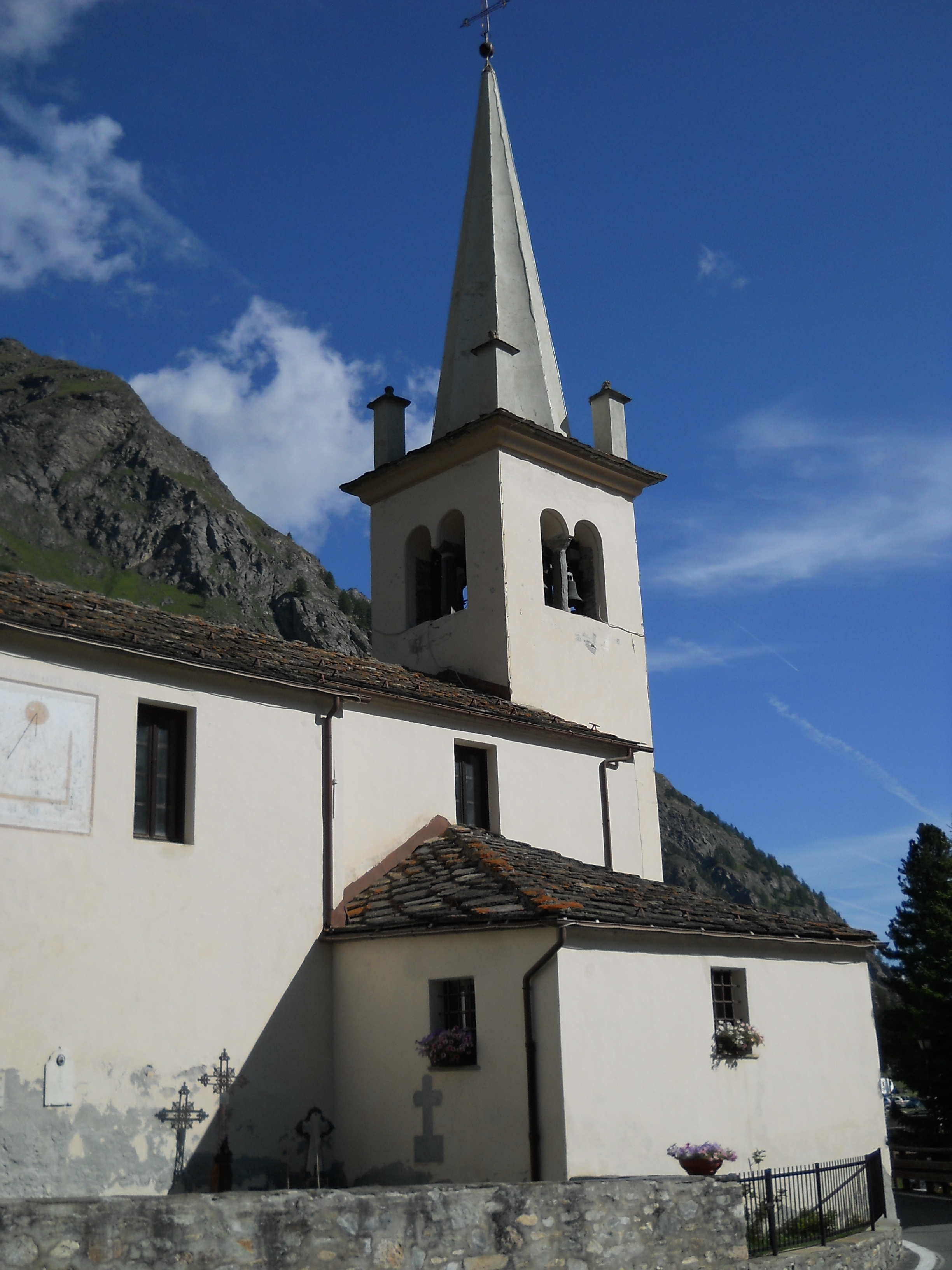
La chiesa parrocchiale dedicata alla Beata Vergine della Visitazione (in francese, Notre-Dame-de-la-Visitation).
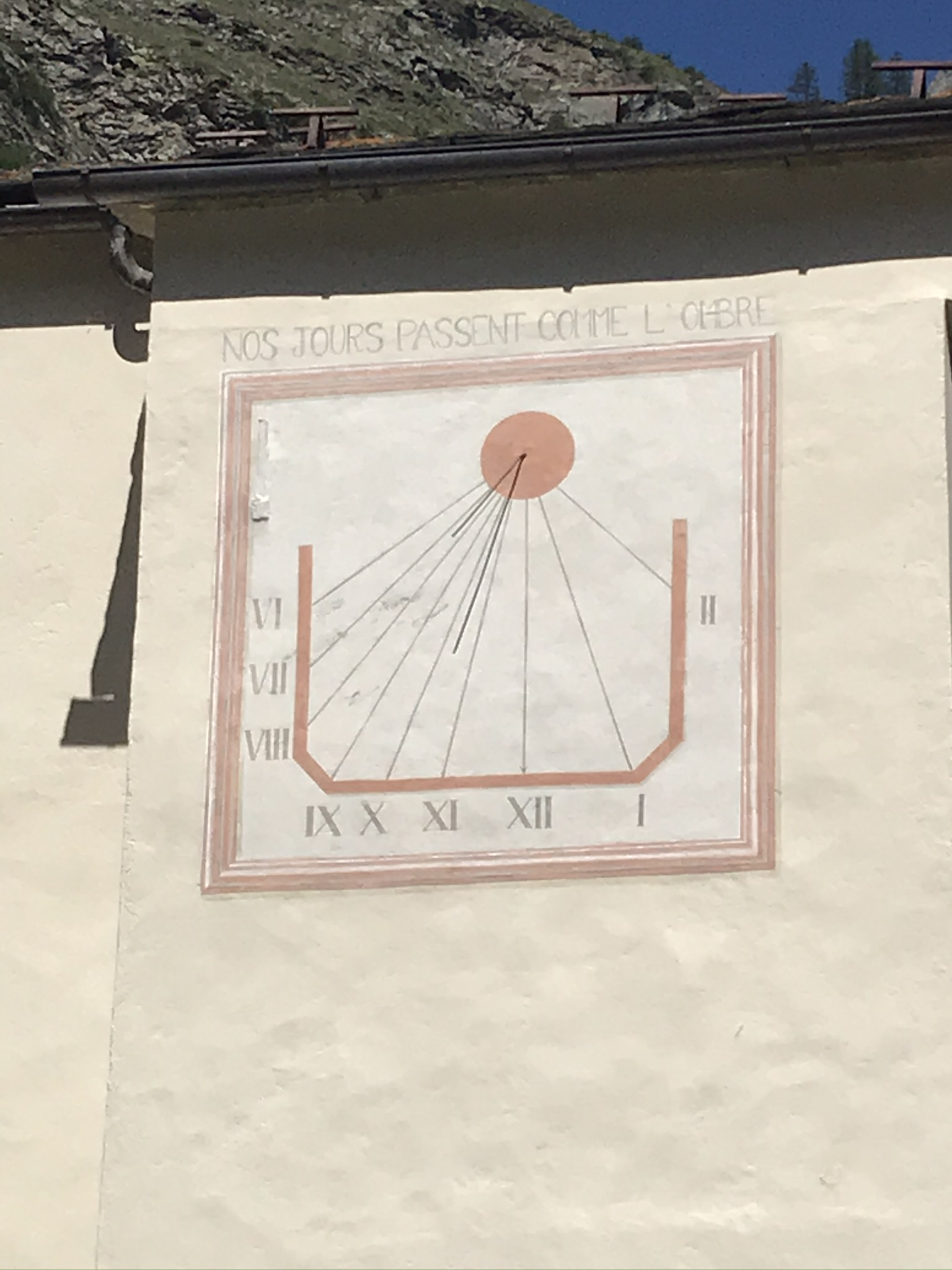
Meridiana con inscrizione in francese sulla chiesa parrocchiale.
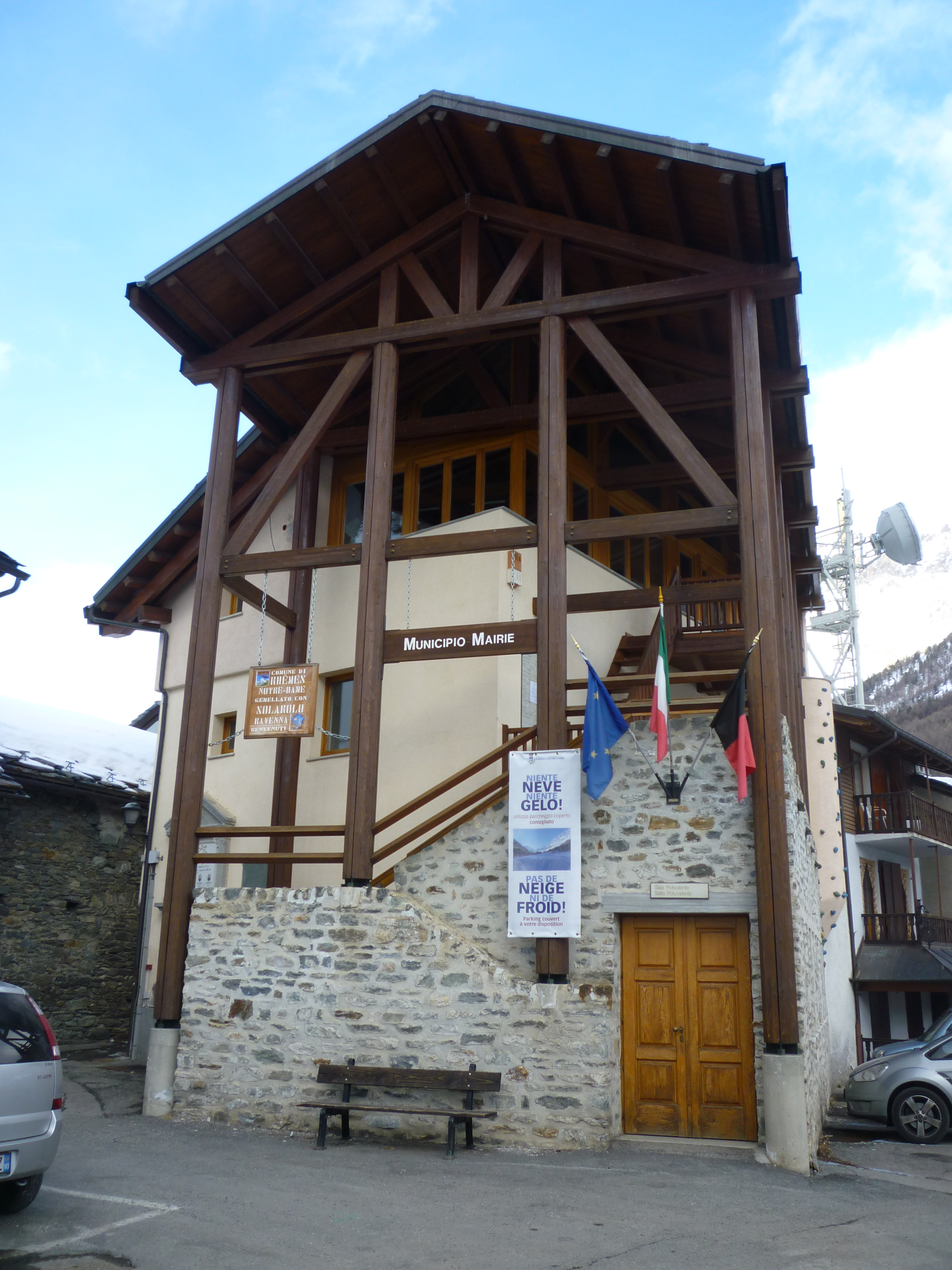
Il municipio (in francese, Maison communale).
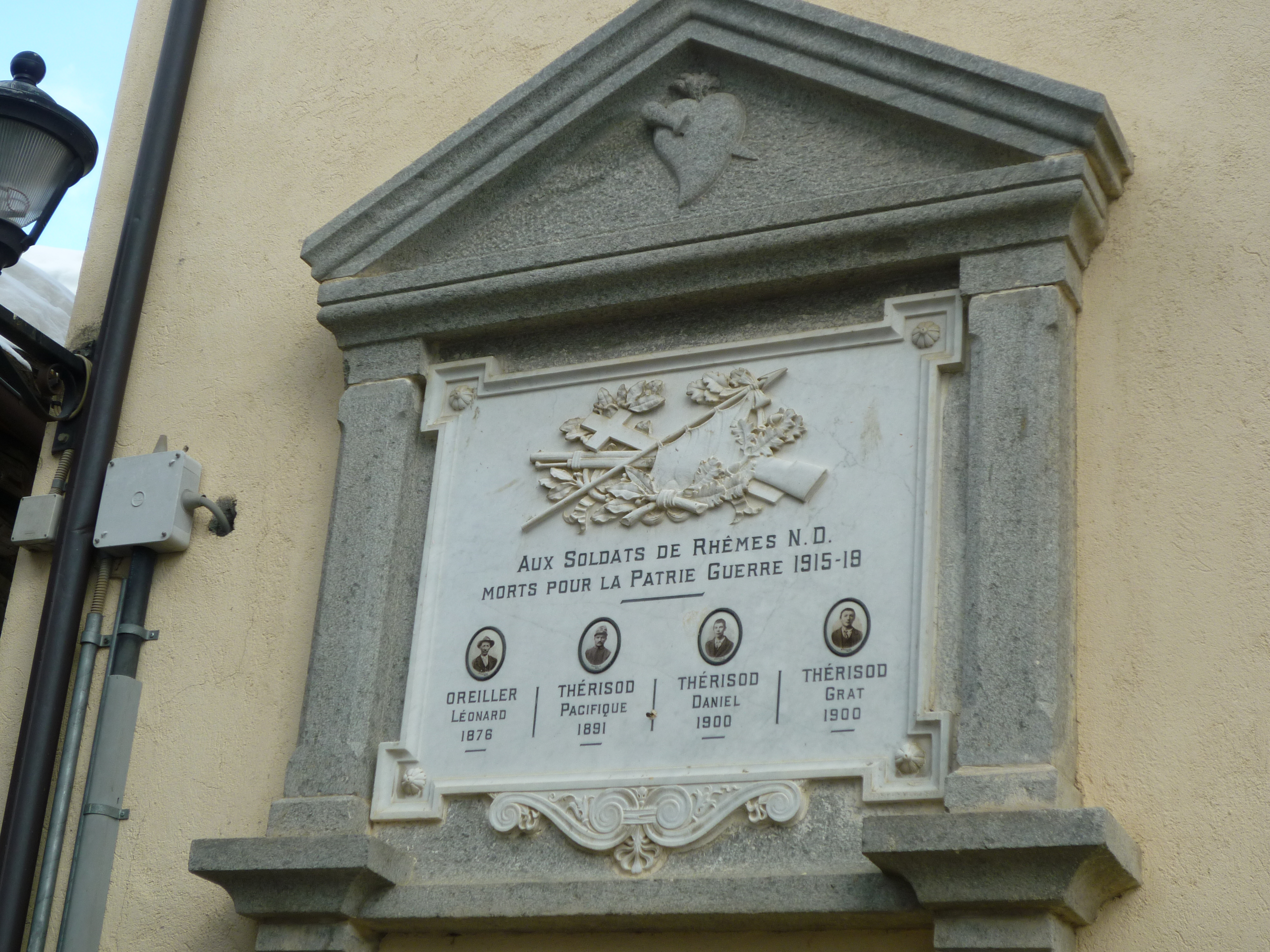
Targa in ricordo dei caduti durante la prima guerra mondiale.
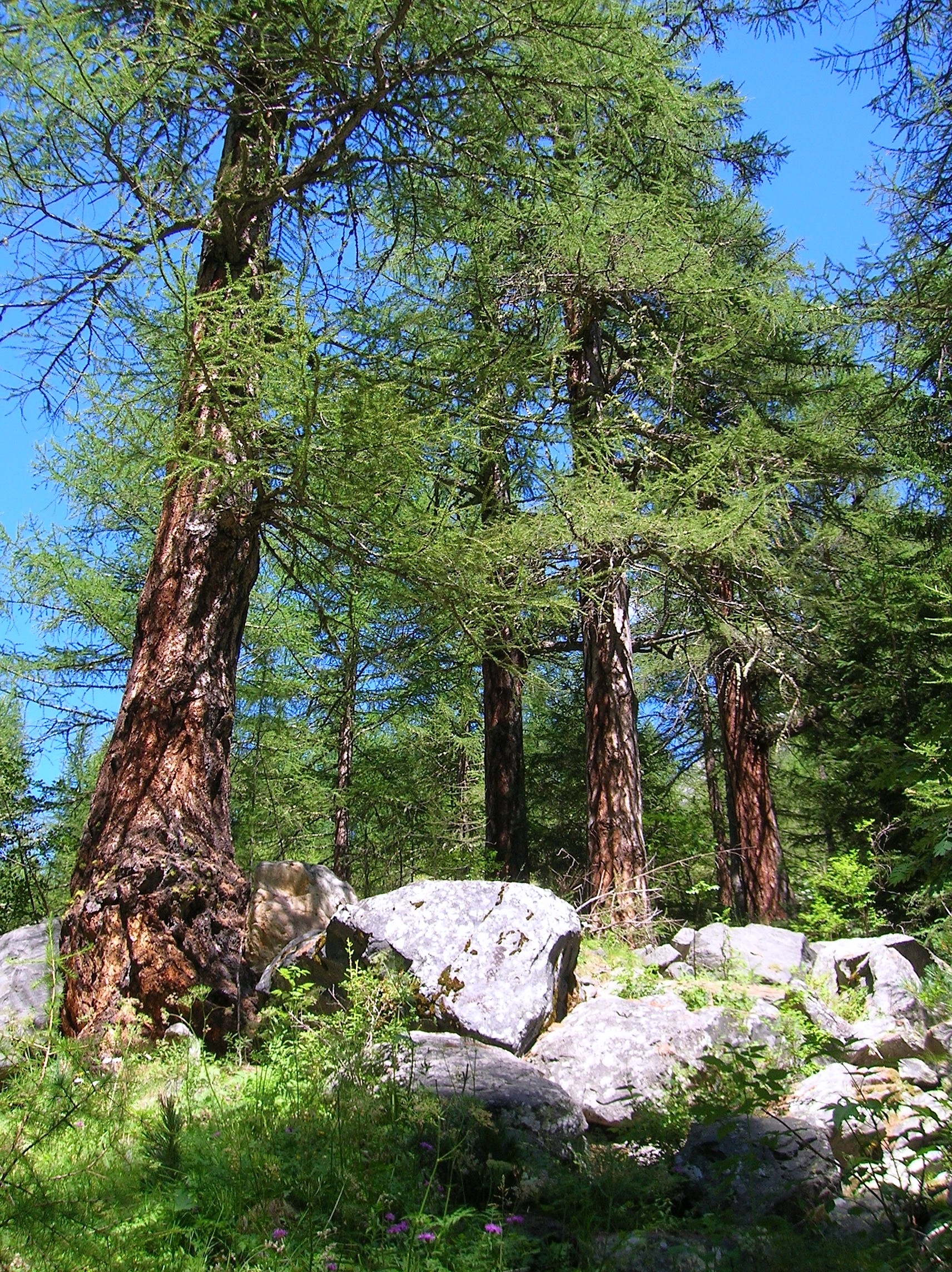
Il bosco secolare di Artalle.